# 長船定行
長船 定行（おさふね さだゆき、生没年不詳）は、戦国時代から安土桃山時代の武将。宇喜多氏の家臣。別名に宣行。長船貞親の次男。長船綱直の弟。通称は吉兵衛尉。

## 人物
兄・綱直が慶長3年（1598年）に病死すると、家督を継いで24,084石を領した。慶長5年（1600年）の関ヶ原の戦いで活躍したが、戦後は行方不明となった。
一説には帰農したともされ、長船に吉兵衛を称する家が存在していたという。